# Midiai kikötő
A midiai kikötő a Fekete-tenger partján, Konstancától 25 kilométerre északra Năvodari városában található. A konstancai kikötő mellékkikötőjét a közeli kőolaj-finomító kiszolgálására tervezték és építették. A létesítmény a Tengeri Kikötők Kezelője Rt. felügyelete alatt működik.

## Általános adatok

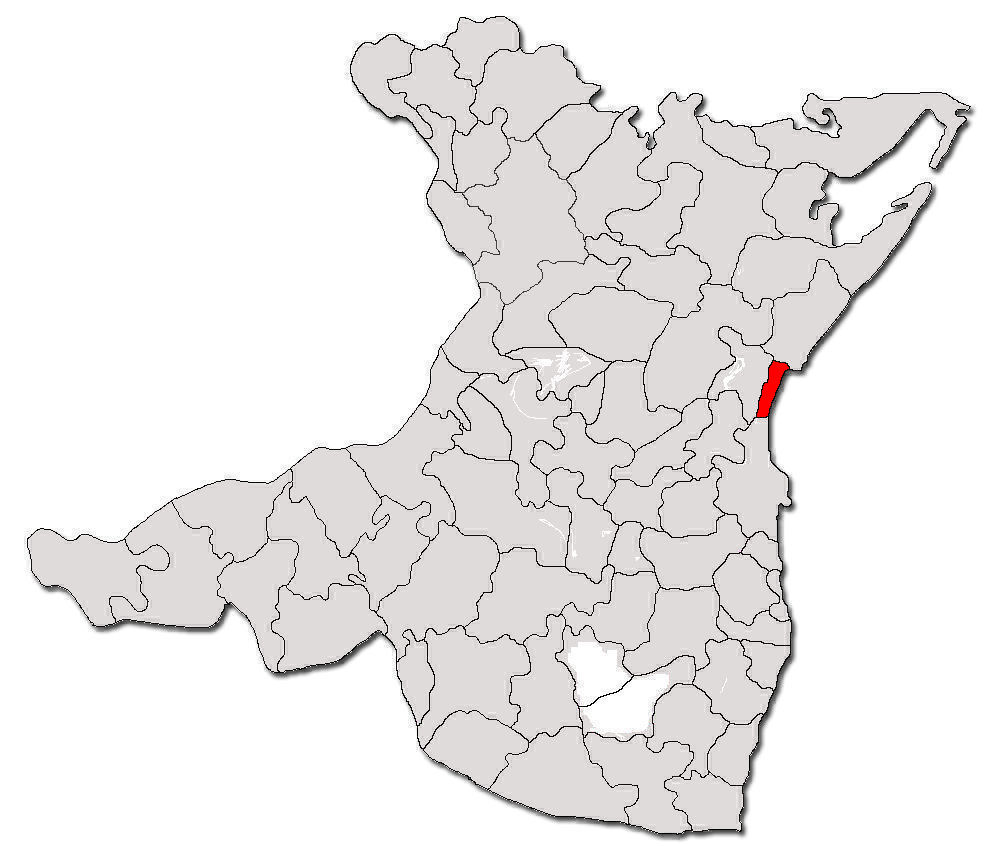
Năvodari fekvése Konstanca megyén belül

A kikötő a Fekete-tenger partján, Konstancától 13,5 tengeri mérföldnyire (25 km) északra a Midia-foknál fekszik. Az északi és déli hullámtörőinek teljes hossza 6,7 km. A 834 hektáron (8,34 km²) elterülő kikötőnek a szárazföldi része 234 hektárt tesz ki, a fennmaradó 600 hektár pedig vízi rész. A 14 horgonyzóhely összesen 2,24 km hosszú. Tizenegyet a kikötő, hármat pedig a midiai hajógyár (2 x 1 Holding Cape Midia) használ. A meder kotrásának köszönhetően a kikötő vizeinek mélysége elérheti a 9 métert is, így a nyersolajat szállító tartályhajóknak fenntartott négy horgonyzóhely 8,5 méteres vízmélysége, akár  20 000 DWT hordképességű hajókat is fogadhat. A kikötő közvetlen szomszédságában található a Petromidia kőolaj-finomító. 2008-ban a midiai és a mangaliai mellékkikötők a román tengeri kikötők összes forgalmának 4%-át bonyolították le.

### Összeköttetések
A kikötő vasúton és közúton is megközelíthető, ami megkönnyíti az áruszállítást. Ugyanakkor a Duna–Fekete-tenger-csatorna északi ágán, a Poarta Albă-Midia Năvodari csatornán keresztül az európai vízi utak hálózatához is kapcsolódik. A kikötő öblébe torkolló csatorna hossza 31,2 km.

## Kőolaj-finomító
A Rompetrol Kőolaj-finomító Rt. (S.C. Rompetrol Rafinare S.A.), vagy korábbi ismertebb nevén a Petromidia, Románia legmodernebbjének számító olajfinomítója. 1975-ben Midia-Năvodari-i Petrolkémiai Kombinát (Combinatul Petrochimic Midia Năvodari) néven alapították. A 2000-2001-ben privatizált vállalatot a Rompetrol olajipari cég vásárolta meg. A nyersolajat a midiai kikötőbe érkező tartályhajókról, illetve konstancai kikötőből szállítják. Utóbbival egy 40 km hosszú olajvezeték köti össze az olajfinomítót.